# Herencia
Herencia là một đô thị thuộc Ciudad Real, Castile-La Mancha, Tây Ban Nha. Đô thị này có dân số là 7.239.
39°21′B 3°22′T / 39,35°B 3,367°T